# Liste der Naturdenkmale in Reinsberg (Sachsen)
Die Liste der Naturdenkmale in Reinsberg (Sachsen) nennt die Naturdenkmale in Reinsberg im sächsischen Landkreis Mittelsachsen.

## Definition
„Naturdenkmäler sind rechtsverbindlich festgesetzte Einzelschöpfungen der Natur oder entsprechende Flächen bis zu fünf Hektar, deren besonderer Schutz erforderlich ist
1. aus wissenschaftlichen, naturgeschichtlichen oder landeskundlichen Gründen oder
2. wegen ihrer Seltenheit, Eigenart oder Schönheit.“

„§ 18 – Naturdenkmäler – (zu § 28 BNatSchG)
(1) Die Erklärung nach § 22 Abs. 1 BNatSchG von Teilen von Natur und Landschaft als Naturdenkmal erfolgt durch Rechtsverordnung oder Einzelanordnung.
(2) Über § 28 Abs. 1 BNatSchG hinaus können Naturdenkmäler zur Sicherung von Lebensgemeinschaften oder Lebensstätten von im Bestand gefährdeten oder streng geschützten Arten festgesetzt werden.“

## Naturdenkmale
Link zu einem Kartenansichtstool, um Koordinaten zu setzen.
| Bild                          | Bezeichnung                            | Lage                                                              | Beschreibung     | Datum            | Nummer  |
| ----------------------------- | -------------------------------------- | ----------------------------------------------------------------- | ---------------- | ---------------- | ------- |
| mehr Fotos \| Fotos hochladen | Linde bei Dittmannsdorf                | Dittmannsdorf bei Dittmannsdorf (50° 59′ 24,3″ N, 13° 24′ 4,9″ O) | Linde – Tilia    | 8. Dezember 2005 | ND 044  |
| mehr Fotos \| Fotos hochladen | Rosskastanie in Dittmannsdorf          | Dittmannsdorf (50° 59′ 53,6″ N, 13° 24′ 1,9″ O)                   | Rosskastanie     | 8. Dezember 2005 | ND 045  |
| mehr Fotos \| Fotos hochladen | Vier Linden in Dittmannsdorf           | Dittmannsdorf (50° 59′ 50,7″ N, 13° 24′ 57,3″ O)                  | 4 Linden – Tilia | 8. Dezember 2005 | ND 046  |
| mehr Fotos \| Fotos hochladen | Zollhaus-Eiche bei Niederreinsberg     | Niederreinsberg (51° 1′ 9,1″ N, 13° 20′ 33,7″ O)                  | Eiche – Quercus  | 8. Dezember 2005 | ND 047  |
| BW                            | Sandgrube Reinsberg                    | Reinsberg (51° 0′ 52,1″ N, 13° 21′ 13,4″ O)                       | FND              | 14.06.1995       | fg: 015 |
| BW                            | Kiesgrube Hirschfeld                   | Hirschfeld (51° 2′ 25″ N, 13° 20′ 44,3″ O)                        | FND              | 25.09.1996       | fg: 052 |
| BW                            | Triebischhänge am linken Triebischufer | Reinsberg (51° 1′ 33,8″ N, 13° 26′ 30,1″ O)                       | FND              | 25.06.1987       | fg: 084 |
| BW                            | Triebischhänge am linken Triebischufer | Reinsberg (51° 1′ 25,2″ N, 13° 26′ 38,5″ O)                       | FND              | 25.06.1987       | fg: 084 |